# 胡安·阿尔梅达·博斯克

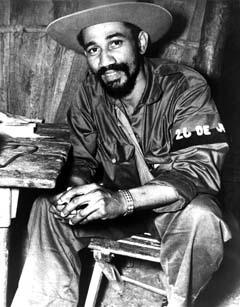
胡安·阿尔梅达·博斯克

胡安·阿尔梅达·博斯克（西班牙語：Juan Almeida Bosque；1927年2月17日—2009年9月11日）是一个古巴革命家、政治家，古巴革命的重要人物之一。
阿尔梅达出生在古巴首都哈瓦那的一个中产阶级家庭，从小接受良好的教育。11岁时，一度离开学校，成为砌砖工。1952年，进入哈瓦那大学学习法律。随后，在反对巴蒂斯塔独裁政权的斗争中与菲德尔·卡斯特罗相识，从此追随菲德尔·卡斯特罗从事革命活动。
1953年，阿尔梅达参加“七二六起义”。起义失败后，阿尔梅达被捕并被独裁政府判处10年监禁，两年后获特赦出狱前往墨西哥与菲德尔·卡斯特罗汇合，参与策划和实施1956年82名古巴流亡革命者秘密回国行动“格拉玛号远征”，随后跟随菲德尔·卡斯特罗进入山区展开游击战。两年后，阿尔梅达进入古巴起义军的领导核心，成为古巴圣地亚哥省革命武装的最高领导人。
古巴革命胜利后，他一度负责指挥古巴革命武装力量的大部分部队。1965年，参与古巴共产党的建立。随后，阿尔梅达一直担任着古巴共产党中央政治局委员和中央委员会委员，并曾担任古巴部长会议副主席。
阿尔梅达还是古巴家喻户晓的词曲作家。他创作了近300首歌曲，其中的两首《拉鲁佩》和《给我一杯酒》在古巴至今还广为传唱。1985年，他创作的歌曲《乘风破浪》还获得了古巴国家奖项——“美洲之家”音乐奖。